# Химик (стадион, Вурнары)
«Химик» — футбольный стадион, расположенный в российском поселке городского типа Вурнары (Чувашия). Открыт в 1947 году, в настоящее время вмещает 1500 зрителей.

## История арены
Стадион был возведен и официально открыт в 1947 году и ныне вмещает 1500 человек. «Химик» на данный момент является единственным стадионом в Вурнарском районе, он оснащен различными профессионально оборудованными спортивными площадками и сооружениями. На арене проводятся районные, республиканские и региональные соревнования. С 1968 года на арене выступает местная команда «Химик».

## Реконструкция
В мае 2022 года стадион был капитально модернизирован согласно стандартам РФС в связи с получением клубом профессионального статуса. Общая стоимость работ составила 100 млн рублей, средства были выделены генеральным спонсором команды. Также при стадионе был разбит парк для отдыха жителей поселка.

## Инфраструктура и расположение
В результате реконструкции на стадионе было установлено новое футбольное поле с искусственным газоном, также имеются беговые дорожки. Помимо прочего, на стадионе расположено двухэтажное административное здание, на первом этаже которого находятся раздевалки и медицинский кабинет, на втором этаже — судейская, помещение для антидопингового контроля, кабинет инспектора, зал для пресс-конференций и др.
Также на территории стадиона имеется теннисный корт, тренажёрный зал и детская площадка. Стадион расположен в поселке Вурнары по адресу ул. Илларионова д. 2А.

## Неспортивные мероприятия
29 мая 2021 года в рамках празднования Дня химика на арене состоялся концерт Олега Газманова.